# 貝瑞塔BU9 Nano半自動手槍
貝瑞塔BU9 Nano（英語：Beretta BU9 Nano）是一款由意大利槍械製造商貝瑞塔在美国马里兰州阿科基克市的工廠為個人防衛和執法機關使用而生產的擊針擊發式袖珍型半自動手槍，其最初的設計是以.40 S&W子彈來研製，但最初推出的版本是採用9×19毫米子彈，自2011年10月起向市場推出，發射9×19毫米和.40 S&W這兩種口徑的手枪子彈。

## 設計細節
貝瑞塔BU9 Nano是一把為了隱蔽攜帶而設計的緊湊型槍械。它具有一個的高科技聚合物底把和Pronox表面處理的套筒。Pronox是一個類似於特尼弗（Tenifer，在其中包括格洛克和春田XD系列半自動手槍以上使用）和Melonite（在其中包括史密斯威森M&P系列手槍以上使用）的氮化處理。它目前在加州不可銷售。
BU9 Nano的設計中具有與底把分離的連序列號底盤，一個值得注意的是在SIG Sauer P250系列手槍以上也可以發現的不尋常功能。這樣容許貝瑞塔在未來提供額外的底把，允許多種握把和顏色選擇。底盤是可拆卸的，而且可以裝在替代底把上。
由於設計上被用來作為一款隱蔽攜帶武器，Nano沒有外置式套筒鎖或空槍挂機解脫桿。此外，Nano並沒有外置式手動保險。沒有這些突出的控制組件，讓使用者在某些需要一個快速而乾淨俐落地抽出手槍的場合或情況下，減少武器與服裝絲線勾掛的可能性。套筒鎖在該槍的彈匣打空以後就在後方的位置。然後必須將一個裝填的彈匣裝上，或是拆卸空彈匣，而套筒亦必須向後拉以令套筒完成循環。

### 套筒組件
貝瑞塔BU9 Nano半自動手槍的套筒除了不採用頂部敞開式套筒設計外，也不再採用圓滑外形的套筒設計，而是近似方形橫截面的頂部封閉式套筒設計。套筒左側刻有貝瑞塔商標，右側則刻有「BU9 Nano」和「美國製造」的字樣，表明其是專門面對美國警用和民用市場。
套筒採用4140號不鏽鋼打造而成，表面進行了氮化處理。雖然是一款袖珍手槍，但在BU9 Nano的套筒上方的瞄準具卻並沒有縮小，而是低輪廓的三點式瞄具，保障了瞄準精度。準星和照門均採用了燕尾槽進行固定，瞄具後方設有氚光管便於夜間瞄準。
套筒座中的復進簧和復進簧導桿採用與瓦爾特PPS半自動手槍相同的雙復進簧和雙復進簧導桿設計，其由兩部份所組成——一根細的復進簧導桿將一根細的復進簧套著，而另一根粗的中空復進簧導管將細復進簧及其導桿的一部份套著，中空復進簧導管外又纏繞著一根粗的復進簧，這樣設計保證了有足夠的簧力，可以承受發射大威力手槍彈時帶來的壓力，使機構動作更加可靠。

### 槍管組件
钢製槍管表面也進行了氮化表面處理，無論是9毫米口徑還是.40 S&W口徑，槍管內部都設有6條右旋膛線。槍管尾部刻有口徑銘文。

### 套筒座組件
套筒座組件採用聚合物製造。扳機護環設計暗藏匠心。其採用超大設計，適合所有人群，甚至帶著手套也能射擊。握把後方和前方都設有防滑顆粒，兩側刻有商標和手槍名稱銘文。

### 擊發機構
擊發組件使用固定銷固定在套筒座內部。純雙動操作扳機（DAO）機構的扳機扣力40牛頓（8.99磅力）。較大的扳機扣力可以防止誤擊發。

### 保險
貝瑞塔BU9 Nano設有多重保險。扳機上設有扳機保險；槍上還設有一個擊針保險，能保證手槍意外跌落時的安全。
貝瑞塔BU9 Nano還有一個獨特的保險設計——套筒座後部有一個按鈕狀擊發組件保險。當用筆尖等硬物按壓按鈕後，擊發組件內的擊發阻鐵被固定住，使之無法釋放擊針，這樣就保證了安全，方便使用者進行不完全分解。

### 空倉挂機
貝瑞塔BU9 Nano半自動手槍具有無彈後定功能，但由於在套筒座上並沒有設計空倉挂機解脫桿。因此當使用者插入新彈匣後，需抓住套筒後部向後拉並鬆開，套筒便可複位。這樣不僅快速，也很安全可靠。

### 彈匣
貝瑞塔BU9 Nano的標準單排彈匣容彈量為6發，而手槍膛室亦上膛時的總容量為7發。該槍的.40 S&W的版本的彈匣容量被設計成有著相同的6+1發容量。
當安裝標準彈匣後，手形較大的使用者抓握握把時小手指會露在外面，對握持會造成一定不便，為此貝瑞塔公司還提供了一款裝上了延長彈匣底座的8發彈匣，插入這款彈匣後相當於延長了握把的長度，符合手形較大的使用者的需要。

### 不完全分解
貝瑞塔BU9 Nano半自動手槍的槍身分解旋鈕設計在套筒座右側、拋殼口下方，使用工具（例如彈殼底緣等）將其向順時針方向轉動90°，然後向前取下套筒，繼而從套筒內取出槍管和復進簧組件，即可完成不完全分解。

### 附件
貝瑞塔公司專門為貝瑞塔BU9 Nano半自動手槍推出了一款安裝在扳機護環外部的小型雷射指示器，外形與全槍融為一體，不會影響放入口袋。

### 多彩的BU9 Nano
貝瑞塔BU9 Nano半自動手槍的外形具有多種色調。面向警用市場的全黑型，可用作警員佩槍。
對於民用自衛手槍市場，伯萊塔公司推出了一系列的BU9 Nano，包括綠色套筒座型、白色套筒座型、粉色套筒座型、泥色套筒座型及銀色套筒型。

## 故障
貝瑞塔BU9 Nano半自動手槍的早期擁有者對於使用低質量115格令（7.45克）彈頭的彈藥時會發生的間歇性拋殼故障（英語：Failure To Eject，簡稱：FTE）表示擔憂。許多Nano的務實系使用者指出115格令彈藥很少，甚至根本沒有考慮到Nano當中的用意，因為它的預定目的是用作一款隱蔽攜帶的防衛武器。Nano的許多附加中的該額定為9毫米高膛壓彈藥，亦正因為如此，規定發射重量超過115格令的彈藥作為設計上的功能的一部份。大多數擁有者都同意Nano的最好功能在於可發射124格令或者更重彈頭的彈藥。

## 資料來源
1. ↑  .   [2013-10-31]. （原始内容存档于2021-01-30）.

- （英文）—Beretta BU9 Nano 9x19mm Parabellum

## 外部連結
- （英文）—貝瑞塔官方網站－BU9 Nano （页面存档备份，存于）
  - （英文）—Owner's manual （页面存档备份，存于）
- （英文）—The Firearm Blog.com—
  - Beretta Nano: A New Subcompact 9mm Pistol （页面存档备份，存于）
  - Beretta BU-9 Nano Pistol （页面存档备份，存于）
  - Beretta Nano 9mm （页面存档备份，存于）
  - Top 5 Guns for Valentine’s Day for the Gun-Loving Woman In Your Life （页面存档备份，存于）
- （英文）—The Truth About Guns.com—
  - New Beretta Nano (9mm) （页面存档备份，存于）
  - Beretta Nano (Nano) Price: $475 （页面存档备份，存于）
  - We Shot A Thousand Rounds Through An Unlubricated Beretta Nano Just To Prove A Point . . . （页面存档备份，存于）
  - Beretta Nano 9mm- What Would a Bunny Boiler Say? （页面存档备份，存于）
  - New from Beretta: 9mm Nano （页面存档备份，存于）
  - Beretta Nano courtesy louisianasportsman.com** Gun Review: Beretta Nano（页面存档备份，存于）
  - 20 Top Concealed Carry Guns
- （英文）—Tactical-Life.com—
  - Beretta Nano 9mm （页面存档备份，存于）
  - BERETTA NANO 9x19mm （页面存档备份，存于）
  - Beretta 9mm Nano (Video) （页面存档备份，存于）
  - Beretta Nano, a new subcombact 9mm? （页面存档备份，存于）
  - Beretta 9mm Nano (Video) （页面存档备份，存于）
  - 12 Last-Ditch Backup Pistols For Law Enforcement （页面存档备份，存于）
- （英文）—Personal Defense World.com—
  - Beretta PX4 Storm Subcompact, BU9 Nano & Pico （页面存档备份，存于）
  - 5 Colorful Personal Defense Pistols （页面存档备份，存于）
  - 40 Autopistols From CONCEALED CARRY HANDGUNS 2016
  - 30 Concealed Carry Handguns To Jumpstart Your Personal Defense （页面存档备份，存于）
  - 12 Autopistols From the COMPLETE BOOK OF HANDGUNS 2016 Buyer’s Guide （页面存档备份，存于）
  - 12 Proven Concealed Carry Pistols for Self Defense （页面存档备份，存于）
  - Tale Of The Tape: Beretta Nano Vs. SCCY CPX-2 （页面存档备份，存于）
- （英文）—Gunblast.com－Beretta BU9 Nano Sub-Compact 9x19mm Semi-Automatic Pistol （页面存档备份，存于）
- （英文）—Home Defense Weapons—Nano （页面存档备份，存于）
- YouTube上的Video of operation
- YouTube上的Video of operation
- YouTube上的Video of operation
- YouTube上的Video of operation
- YouTube上的Video of operation
- YouTube上的Video of operation
- YouTube上的Video of operation